# Disney Entertainment
Disney Entertainment è una società statunitense operante nel settore della produzione e distribuzione cinematografica e televisiva. È una delle tre principali divisioni della società The Walt Disney Company.
La divisione gestisce le attività di produzione e distribuzione di contenuti e media d’intrattenimento di Disney, tra cui i suoi studi cinematografici, la produzione e distribuzione di contenuti televisivi, i servizi di streaming e le attività mediatiche all’estero.

## Storia
Disney Entertainment viene fondata l'8 febbraio 2023, a seguito di una riorganizzazione in tre divisioni di The Walt Disney Company voluta dal nuovo CEO della società Bob Iger. Lo stesso giorno Alan Bergman e Dana Walden vengono messi a capo della divisione.

## Unità

### The Walt Disney Studios
- Walt Disney Pictures
- Disneynature
- Walt Disney Animation Studios
- Pixar
- Marvel Studios
  - Marvel Animation
- Lucasfilm
  - Lucasfilm Animation
  - Industrial Light & Magic
  - Skywalker Sound
- 20th Century Studios
  - 20th Century Family
  - 20th Century Animation
- Searchlight Pictures
- Walt Disney Studios Motion Pictures
- Disney Music Group
  - Walt Disney Records
  - Hollywood Records
  - Disney Music Publishing
- Disney Theatrical Group
- Disney Studio Production Services 
  - Walt Disney Studios
  - Golden Oak Ranch
  - The Prospect Studios
  - Disney Studios Australia
  - KABC7 Studio B

### Disney General Entertainment Content
- Disney Television Studios
  - ABC Signature
  - 20th Television
  - 20th Television Animation
- Disney Television Group
  - ABC
  - Freeform
- Hulu Originals
- Disney Branded Television
  - Disney Channel
  - Disney Junior
  - Disney XD
  - Disney Television Animation
  - It's a Laugh Productions
  - Disney Original Documentary
  - Disney Unscripted and Alternative Entertainment
  - Walt Disney Television Alternative
- FX Networks
- National Geographic Partners
- Onyx Collective
- ABC News
- ABC Owned Television Stations
- A&E Networks (joint venture al 50% con Hearst Communications)

### Disney Streaming
- Disney+
  - Star
- Hulu
- ESPN+
- Star+
- Disney+ Hotstar

### Disney Platform Distribution
- Disney–ABC Domestic Television
- Walt Disney Studios Home Entertainment
- 20th Century Home Entertainment
- ESPN Home Entertainment
- Movies Anywhere